# Volkerakdam
Le Volkerakdam, la digue du Volkerak, est le cinquième ouvrage d'art du Plan Delta, sa construction a débuté en 1957, et a été achevé en 1969.
La raison du Volkerakdam est d'isoler le Volkerak du Hollands Diep, un important cours d'eau dont les affluents sont le Waal (un bras du Rhin) et la Meuse pour que peu d'eau douce ne se déverse au sud vers la Zélande.
Une île artificielle, Hellegatsplein, a été construite, celle-ci est comme le centre d'une étoile à trois branches. À l'ouest, la partie la reliant à l'île de Goeree-Overflakkee s'appelle réellement le Hellegatsdam. Au nord se dresse le pont du Haringvliet qui enjambe le Hollands Diep qui devient le Haringvliet. Au sud se trouvent le barrage principal avec les quatre écluses du Volkerak.
Le Volkerakdam assure une liaison routière entre Rotterdam, la Zélande et le Brabant-Septentrional.
La liaison fluviale est importante, puisque sur l'itinéraire du canal de l'Escaut au Rhin et pour que la navigation ne soit pas interrompue, la construction des 3 premières écluses du Volkerak a commencé avant le barrage lui-même. 